# Melek (Slovaquie)
Melek est un village de Slovaquie situé dans la région de Nitra.

## Histoire
Première mention écrite du village en 1332.

## Démographie

### Évolution de la population
| Année:               | 1994. | 2004.   | 2014.   | 2024.    |
| -------------------- | ----- | ------- | ------- | -------- |
| Nombre de personnes: | 433   | 454     | 453     | 562      |
| Différence:          |       | +4,84 % | -0,22 % | +24,06 % |

| Année:               | 2023. | 2024.   |
| -------------------- | ----- | ------- |
| Nombre de personnes: | 564   | 562     |
| Différence:          |       | -0,35 % |